# Óscar Oliva
Óscar Oliva (Tuxtla Gutiérrez, 5 de enero de 1937) es un poeta, escritor, periodista, locutor, promotor cultural y profesor mexicano. Formó parte del grupo literario La espiga amotinada y ganó en 2021 el Premio Nacional de Artes y Literatura otorgado por la Secretaría de Cultura de su país.

## Biografía
Óscar Oliva estudió Letras en la Facultad de Filosofía y Letras de la Universidad Nacional Autónoma de México e Historia Universal en la Universidad Veracruzana.
En 1957 integró el grupo literario La espiga amotinada junto a Juan Bañuelos, Jaime Labastida, Jaime Augusto Shelley y Eraclio Zepeda, mismos que se dieron a conocer con la publicación de la antología homónima en 1960 publicada por el Fondo de Cultura Económica.
En 1994 tras el Levantamiento zapatista volvió a su natal Chiapas e integró la Comisión Nacional de Intermediación (Conai) con el fin de iniciar los diálogos de paz entre el EZLN y el Gobierno de México. El 12 de enero, tras una protesta masiva en distintas ciudades de México clamando el cese al fuego, Oliva creó el programa radiofónico Chiapas: expediente abierto en Radio UNAM, con el fin de informar a la sociedad mexicana sobre el conflicto armado. Tras dos meses de transmitir desde la estación en la Ciudad de México, Oliva propuso a su equipo ir directamente a hacer reportajes en la zona de conflicto, por lo que el programa se convierte en un espacio único donde el EZLN tiene un espacio para plantear sus demandas fuera del bloqueo mediático coordinado desde el gobierno federal de México a los indígenas beligerantes. Oliva produciría y conduciría el programa hasta el 2000, año en que tras un presunto intento de censura del programa, este se tiene que reestructurar para mostrar la realidad indígena nacional, por lo que sus creadores lo renombran como Chiapas: expediente nacional. El programa sería conducido por el periodista y comunicador Eugenio Bermejillo hasta el año 2015, dando origen al proyecto de comunicación comunitaria Boca de Polen.
Del 2000 al 2006 fue titular del Consejo Estatal para la Cultura y las Artes del estado de Chiapas. Oliva fue presidente honorario del Consejo Estatal para el Fomento a la Lectura y Creación Literaria en su natal Chiapas.
Recibió el Premio Nacional de Artes y Literatura 2021, en el campo de Lingüística y Literatura, máximo galardón cultural de su país. Dicho reconocimiento le fue otorgado por el presidente Andrés Manuel López Obrador y la secretaria de Cultura, Alejandra Frausto el 17 de noviembre de 2022 en Palacio Nacional.

## Obra
- 1960 - La voz desbocada en La espiga amotinada
- 1965 - Áspera Cicatriz en Ocupación de la palabra
- 1971 - Estado de sitio
- 1985 - Trabajo ilegal, poesía 1960-1984
- 1988 - La realidad cruzada de rayos
- 1998 - Antología poética
- 1999 - Ecouter le monde/ Escuchar el mundo
- 2003 - Lienzos transparentes
- 2010 - Estratos
- 2015 - Iniciamiento
- 2017 - Lascas
- 2020 - Poesía de la perseverancia. Antología personal (Coordinación de Humanidades-UNAM)[9]
- 2022 - Escrito en Tuxtla

## Premios y reconocimientos
- 1969 - Premio Enrique González Martínez
- 1971 - Premio Bellas Artes de Poesía Aguascalientes por Estado de sitio
- 1981 - Premio de Poesía del DDF por Plaza Mayor
- 1990 - Premio Chiapas de Literatura Rosario Castellanos
- 1997 - Premio Nacional de Periodismo del Club de Periodistas de México por Chiapas: expediente abierto
- 2000 - Premio Nezahualcóyotl de Literatura en Lenguas Mexicanas
- 2012 - Medalla Rosario Castellanos otorgada por el estado de Chiapas
- 2013 - Medalla Ramón López Velarde
- 2013 - Premio Internacional de Poesía de la Universidad Autónoma de Zacatecas
- 2019 - Premio Internacional de Poesía Jaime Sabines / Gatien-Lapointe
- 2021 - Premio Nacional de Artes y Literatura otorgado por la Secretaría de Cultura de México
- 2024 - XXXIX Premio Nacional de Literatura José Fuentes Mares 2024